# Шейн (порноактриса)
Шейн (англ. Shane, родилась 16 декабря 1969 года, Сими-Вэлли, Калифорния, США) — сценическое имя бывшей американской порноактрисы, режиссёра и интернет-знаменитости, известной созданием сериала для взрослых Shane’s World. Также является основателем одноимённой компании по производству фильмов для взрослых. Член зала славы AVN.

## Биография и карьера
Шейн родилась 16 декабря 1969 года в Сими-Вэлли, штат Калифорния.
Карьеру в порноиндустрии начала в 1993 году с режиссёрами Эдом Пауэрсом и Джейми Джиллисом. Но именно режиссёр Сеймор Баттс (Seymore Butts) сделал её знаменитой. Согласно её биографии на сайте Adult Video News, Шейн и её подруга были впечатлены видео Сейморома Баттса, и решили снять собственное видео, которое она отправила ему. Режиссёр посмотрел видео, пригласил её в Лос-Анджелес и вскоре после этого Шейн начала снимать видео с ним и для других студий. Кроме съёмок в фильмах и видеороликах Баттса и собственной продюсерской компании, Шейн снималась и для других студий (преимущественно в ролях без секса), таких как Evil Angel, Flying Leap Productions, Odyssey Entertainment, VCA Pictures и Wicked Pictures.
В 1995 году Шейн рассталась с Сеймором и основала собственную студию под названием Shane’s World. В 1999 году, после выхода Shane’s World, Vol. 18: The Roller Coaster of Love, она ушла из порноиндустрии, чтобы выйти замуж. После выхода Шейн в отставку возникли разногласия касаемо товарных знаков с двумя бывшими сотрудниками: её личным помощником и оператором, которые используют псевдонимы Дженни (Jennie) и Брайан Грант (Brian Grant). Это привело к заключению лицензионного соглашения на имя Shane’s World, и продюсерская компания продолжила работать в собственности Гранта.
В 2005 году Шейн была введена в зал славы AVN. Несмотря на то, что ранее она покинула индустрию, в 2007 году Шейн вернулась, чтобы снять видео под названием Shane and Friends для Odyssey Video.

### Режиссура

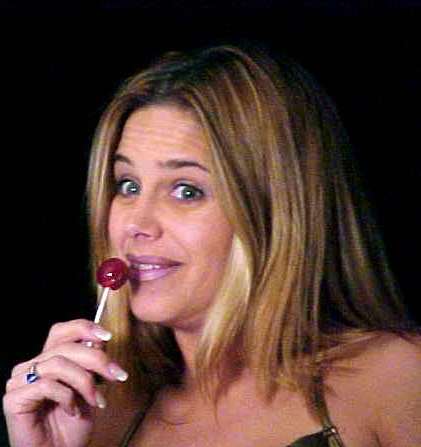
Шейн на The Tera Patrick Show, 6 декабря 2000 года

Фильмы Shane’s World построены на том, чтобы изъять порнозвёзд из привычной шаблонной среды и отправить их в поездки в экзотические и интересные места и снимать всё, что происходит, в документальном стиле. Предпосылкой фильмов студии можно назвать «Реальный мир MTV встречает гонзо-порнографию». Shane’s World открыл миру много порнозвёзд, что помогло увеличить армию их поклонников.

## Личная жизнь
В 1997 году Шейн вышла замуж за барабанщика Бобби Фернандес-Хьюитта из рок-группы Orgy.

## Награды
- 1995: XRCO — невоспетая сирена[10]
- 1996: F.O.X.E — Female Fan Favorite[11]
- 1997: XRCO — лучший гонзо-сериал, за Shanes World[10]
- 1997: F.O.X.E — Female Fan Favorite[11]
- 2005: Зал славы AVN[7]
- 2009: Зал славы Legends of Erotica[12]